# Tachycineta stolzmanni
Tachycineta stolzmanni là một loài chim trong họ Hirundinidae.